# Салезополис
Салезополис (порт. Salesópolis)  —  муниципалитет в Бразилии, входит в штат Сан-Паулу. Составная часть мезорегиона Агломерация Сан-Паулу. Находится в составе крупной городской агломерации Агломерация Сан-Паулу. Входит в экономико-статистический  микрорегион Можи-дас-Крузис. Население составляет 16 573 человека на 2006 год. Занимает площадь 425,842 км². Плотность населения — 38,9 чел./км².

## История
Город основан в 1857 году.

## Статистика
- Валовой внутренний продукт на 2003 составляет 157.402.214,00 реалов (данные: Бразильский институт географии и статистики).
- Валовой внутренний продукт на душу населения на 2003 составляет 10.117,77 реалов (данные: Бразильский институт географии и статистики).
- Индекс развития человеческого потенциала на 2000 составляет 0,748  (данные: Программа развития ООН).

## География
Климат местности: субтропический. В соответствии с классификацией Кёппена, климат относится к категории Cwa.

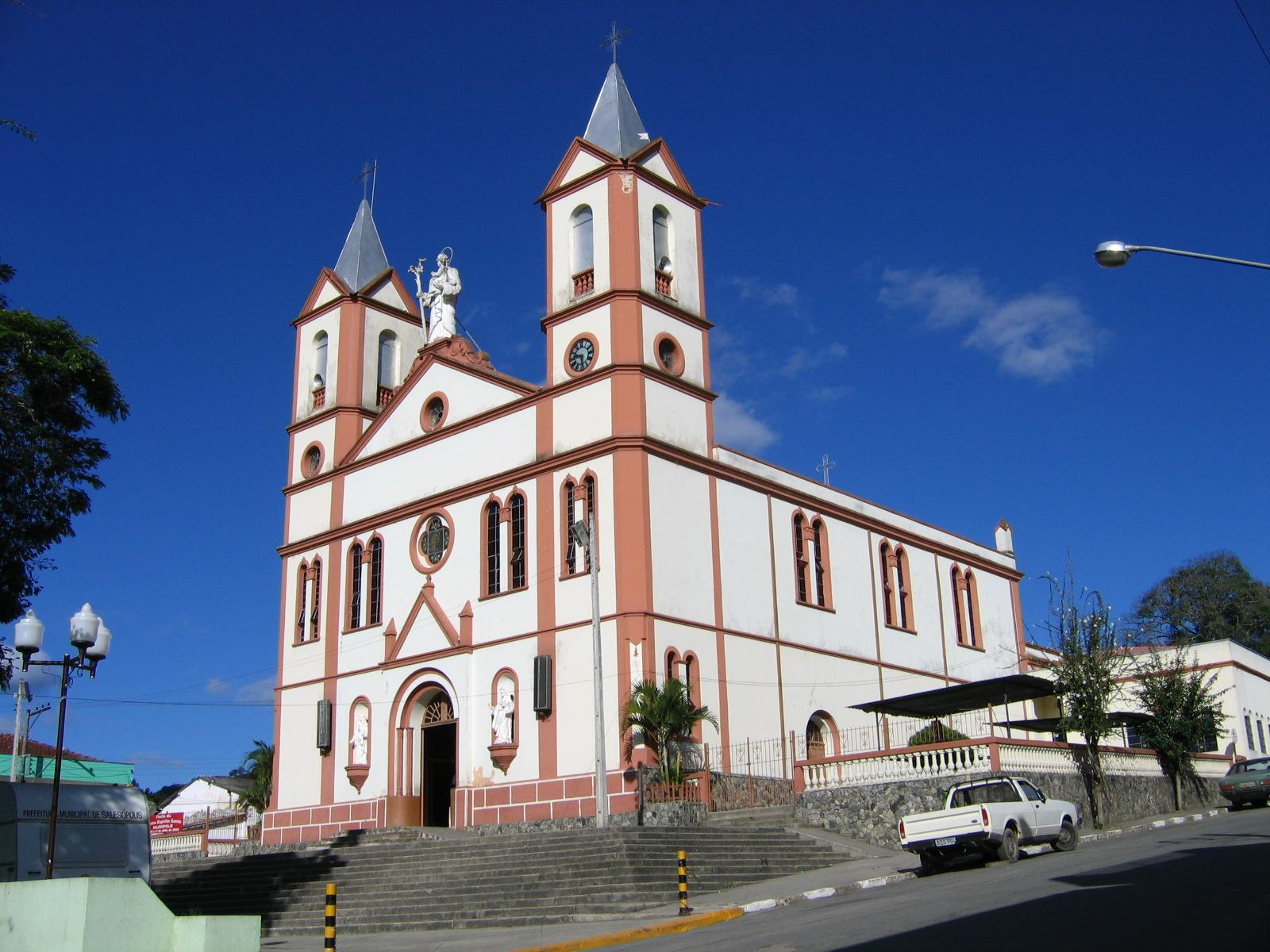
Собор

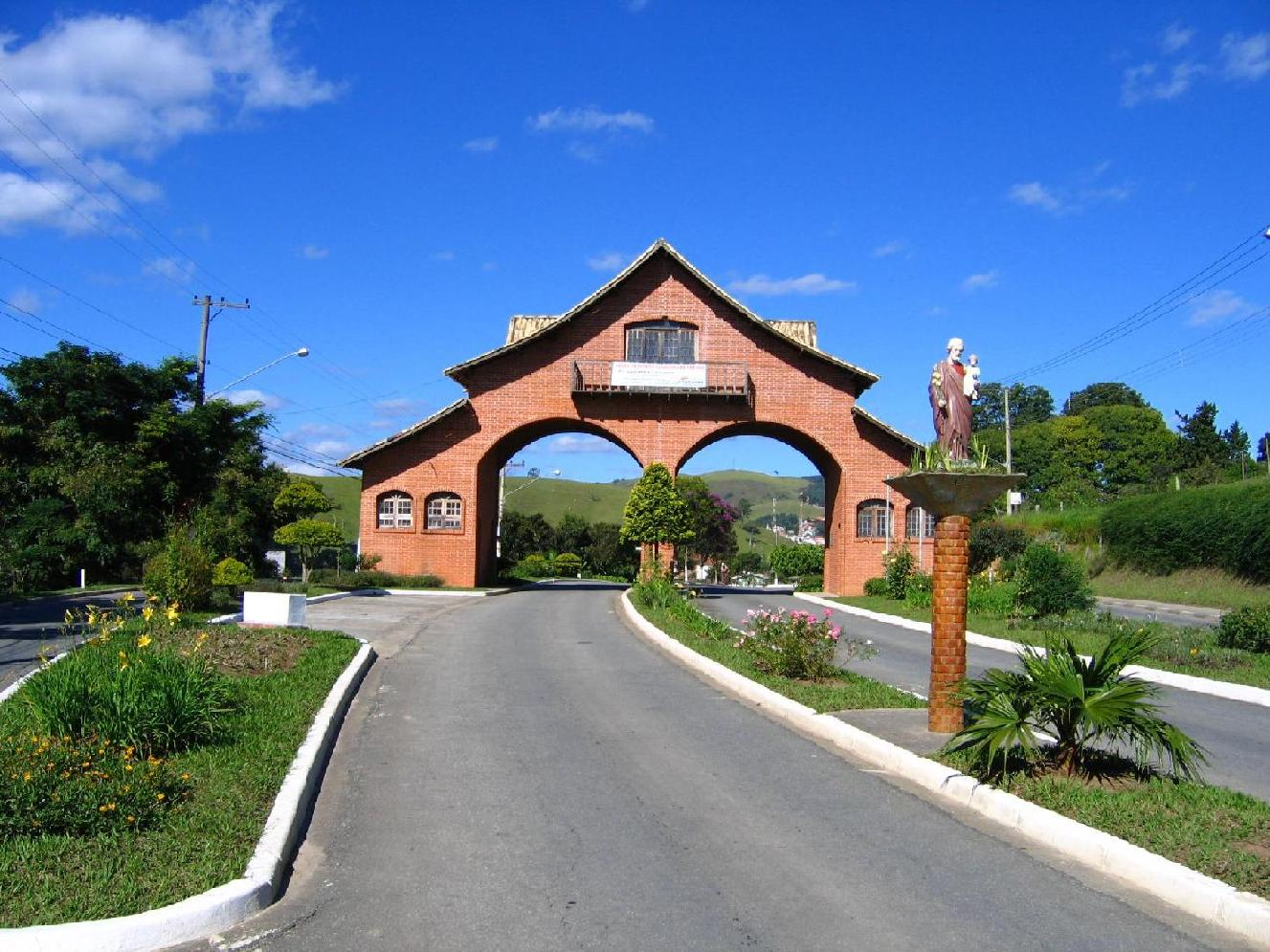